# Малая Дмитриевка (Рязанская область)
Ма́лая Дми́триевка — деревня, входящая в состав Бобровинского сельского поселения Кораблинского района Рязанской области.
Является фактически заброшенным населённым пунктом, в деревне нет жилых зданий и зарегистрированных жителей.

## Топонимика
Вероятно, селение названо по имени представителя одного из его владельцев. Основным владельцем деревни являлся полковник Дмитрий Биркин.
На картах Менде 1850 года упоминается как Дмитровка (Пыжики).

## География
Находится в 6 километрах севернее города Кораблино, на левом берегу реки Алешни (притока Прони).

## Покровский храм
Недалеко в урочище Алешня находятся руины храма и кладбище.
Храм Покрова Пресвятой Богородицы из красного кирпича был построен в 1912 году. С каменной колокольней в связи.
На момент 1914 года в приход входило 8 населённых пунктов
- Назарьево-Алешня
- Исаевка
- Харченские выселки
- Елютинские выселки
- Копцево
- Муратовка
- Зимаровка
- Раевка

## Урочище Алешня
Рядом с Малой Дмитриевкой находится урочище Алешня (Назарьево).
В платежных книгах Пехлецкого стана 1596—1597 годов упоминается деревня (слободка) Назарьевская. Потом селение стало селом Назарьево, Алешня тож (Назарьевское, Алешня тож). Наименование Назарьево (Назарьевское) говорило об одном из первых владельцев селения. В свою очередь название Алешня указывало местонахождение села — при реке Алешне.
Затем несколько домохозяев выселились из села и образовали вблизи линии железной дороги Алешинские (Харченские) выселки. Постепенно туда перебрались все жители села. На старом же месте остались: церковь, церковно-приходская школа, усадьба церковного причта, а также владельческие усадьбы Харченко и Кисловской. В последующем деревню (выселки) называли Алешня или Алешня-Харченко.
В советское время село Алешня было административным центром Алешнинского сельского Совета.

## Население
| 2010 |
| ---- |
| 0    |